# Maltractament animal
El maltractament animal és la imposició per omissió (negligència) o per comissió de patiments o lesions a qualsevol animal. De manera més estreta, pot ser la causa de dany o patiment per assoliments específics, com ara matar animals per entreteniment; La crueltat cap als animals de vegades inclou infligir danys o patiments com un fi en si mateix, definit llavors com a zoosadisme.
Hi ha enfocaments divergents a diferents jurisdiccions del món en les lleis relacionades amb el maltractament animal. Per exemple, algunes lleis regulen els mètodes de matar animals per menjar, roba o altres productes, i altres lleis es refereixen a la tinença d'animals per a entreteniment, educació, investigació o mascotes. Hi ha una sèrie d'enfocaments conceptuals al tema del maltractament cap als animals.
Alguns pensen que la posició del benestar animal sosté que no hi ha res inherentment dolent amb l'ús d'animals per a finalitats humanes, com ara que serveixin per a menjar, com a roba, entreteniment, diversió i investigació, però que s'hauria de fer d'una manera que minimitzi el dolor i el sofriment innecessari, de vegades es parla de donar-los-hi un tracte "humà". Altres han argumentat que la definició de "innecessari" varia àmpliament i podria incloure pràcticament qualsevol utilització que es faci dels animals.
Els defensors utilitaris argumenten des de la posició dels costos i beneficis i varien en les seves conclusions pel que fa al tractament admissible dels animals. Alguns utilitaristes defensen un enfocament més feble que estigui més proper a la posició del benestar animal, mentre que altres defensen una posició similar als drets dels animals. Els teòrics dels drets dels animals critiquen aquestes posicions, argumentant que les paraules "innecessaris" i "humans" estan subjectes a interpretacions molt diferents i que els animals tenen drets bàsics. Diuen que la majoria de l'ús dels animals en si és innecessari i una causa de patiment, per la qual cosa l'única manera de garantir la protecció dels animals és acabar amb la seva condició de propietat i assegurar-se que mai s'utilitzen com a substància o com a ésser no viu.

## Vinculació amb la violència humana i els trastorns psicològics
Hi ha estudis que proporcionen proves d'un vincle entre la maltractament animal i la violència cap als humans. Un estudi de 2009 va trobar que l'ocupació a l'escorxador augmenta les taxes totals d'arrest, les detencions per delictes violents, les detencions per violació i les detencions per altres delictes sexuals en comparació amb altres indústries. Una gran enquesta nacional del Centre Noruec d'Estudis sobre la Violència i l'Estrès Traumàtic va trobar una "superposició substancial entre l'abús d'animals de companyia i el maltractament infantil" i que la crueltat cap als animals "concorregué amb més freqüència amb l'abús psicològic i les formes menys greus d'abús físic infantil".

## Formes
La crueltat envers els animals es pot dividir en dues categories principals: activa i passiva. La crueltat passiva es caracteritza per casos de negligència, en què la crueltat és una falta d'acció més que l'acció en si. Sovint, la crueltat animal passiva és accidental, neix de la ignorància. En molts casos de negligència en què un investigador creu que la crueltat es va produir per ignorància, l'investigador pot intentar educar el propietari de l'animal
i després revisar la situació. En casos més greus, es pot requerir que l'animal sigui sostret del seu propietari per ser atès veterinàriament.

### Indústria alimentària i els animals de granja
En les explotacions avícoles de posta generalment es realitzen incisions al bec de les aus i s'eliminen els pollets mascles durant els seus primers dies de vida. També s'eliminen les gallines que deixen de pondre.

### Indústria de la pell
Els activistes pel benestar animal suggereixen una prohibició total de la producció de pells a causa del patiment infligit als animals, especialment als visons. S'ha suggerit que la producció de pell és immoral, ja que la roba de pell és un article de luxe. Els visons són animals solitaris i territorials; tanmateix, a les granges de pells, es crien en gàbies i es pelen després de ser assassinats, ja sigui trencant-los-hi el coll o utilitzant gas letal.

### Televisió i cinema
La crueltat cap als animals ha estat durant molt de temps un problema amb la producció cinematogràfica.

### Circs
L'ús d'animals al circ ha estat controvertit ja que els grups de benestar animal han documentat casos de crueltat animal durant l'entrenament d'animals d'actuació. S'ha documentat el maltractament animal en els circs, com ara recintes petits on estan tancats, manca d'atenció veterinària, mètodes d'entrenament abusius i manca de supervisió per part dels organismes reguladors.

### Tauromàquia
La tauromàquia és criticada pels activistes dels drets dels animals o del benestar animal, referint-se a ella com un esport sanguinari cruel o bàrbar en el qual el bou pateix un estrès sever i una mort lenta i penosa.

### Guerra
Els animals militars són criatures que han estat emprades per la humanitat per a la guerra. Són una aplicació específica dels animals de treball. Alguns exemples inclouen cavalls, gossos i dofins.

### Experiments o demostracions científiques innecessàries
La realització d'experiments o demostracions innecessàries amb animals que els causen un dolor o angoixa pot ser vist com una crueltat. A causa dels canvis en els estàndards ètics, aquest tipus de crueltat tendeix a ser menys freqüent avui que abans.

### Altres
- Abandonament dels animals de companyia